# Wilhelm Neufeld
Wilhelm Neufeld (* 2. Dezember 1908 in Traunstein; † 21. November 1995 in Chieming) war ein deutscher Grafiker, Typograf, Buchkünstler, Pressendrucker, Maler und Bildhauer.

## Leben und Werk
Wilhelm Neufeld stammte aus einem gutbürgerlichen Elternhaus, sein Vater war Carl Albert Neufeld (1865–1914), Nahrungsmittel-Chemiker und 2. Direktor der Kgl. Untersuchungsanstalt in Würzburg, die Mutter Anna Caroline, geborene Bleckmann, starb 1965 in Traunstein. Sein Vater starb bereits 1914 mit neunundvierzig Jahren.
Noch vor dem Abitur zog Neufeld 1928 nach München und studierte an der Akademie der Bildenden Künste bei Julius Hess sechs Semester Malerei. Am Ende war er bei Hess Meisterschüler. Seine künstlerische Ausbildung setzte Neufeld Anfang der 1930er Jahre an der Kölner Werkschule fort. Bei Johan Thorn Prikker lernte er die Technik des Mosaiksetzens.
In den Jahren vor dem Zweiten Weltkrieg lebte Neufeld in Berlin, Stralsund und Potsdam. Seinen  Lebensunterhalt verdiente er sich freischaffend mit kunsthandwerklichen Aufträgen. Im Einmannbetrieb bedruckte er Stoffe mit folkloristischen Motiven, über hundert selbstgeschnittene Druckstöcke aus Holz fertigte er hierfür an.
Wenige Tage vor Kriegsausbruch wurde Neufeld eingezogen, 1944 geriet er in russische Kriegsgefangenschaft. Nach insgesamt acht Jahren Krieg und Gefangenschaft kehrte er, schwer lungenkrank, nach Deutschland zurück. Er lebte zunächst bei seiner Mutter in Berlin, bevor er nach Chieming an den Chiemsee zog.
Ab 1947 begann Neufeld als freischaffender Gebrauchsgrafiker Buchumschläge zu gestalten. Zu seinen ersten Auftraggebern zählten die Verlage Ernst Heimeran in München und Müller & Kiepenheuer. 1949 war Neufeld Preisträger des amerikanischen Blevin-Davis-Preises.
Neufeld gehörte 1955 mit Fritz Helmuth Ehmcke zu den Gründungsmitgliedern des Bundes Deutscher Buchkünstler, ab 1961 saß er im Vorstand. Seit 1956 war er Mitglied im Deutschen Künstlerbund, 1958 stellte er dort seine bildhauerischen Werke aus.
Anfang der 1960er Jahre arbeitete Neufeld mit den bekannten Pressendruckern Richard von Sichowsky und Melchior Mittl zusammen. Er illustrierte den achten Band der Grillen-Presse und den zwölften Druck der Drei König Presse. Das Klingspor-Museum in Offenbach am Main widmete ihm 1962 eine Ausstellung und zeigte Buchumschläge, Illustrationen, Typographien, buchgrafische Entwürfe, Handzeichnungen, Freie Grafiken und Werbegrafiken.
Von 1965 bis 1975 unterrichtete Neufeld an der Werkkunstschule in Mainz Entwurf, Freies Zeichnen und Formbetrachtung. 1979 gründete er die Methusalem-Presse in Chieming am See und schuf zahlreiche Pressendrucke mit Illustrationen zu Werken von Goethe, Heraklit, Kafka, Kleist, Neruda anderen Autoren und eigenen Texten.

## Auszeichnungen
Für sein buchkünstlerisches Schaffen wurde Neufeld von der Stiftung Buchkunst ausgezeichnet. 1995 erhielt er den Gutenberg-Preis der Stadt Leipzig und die Hochschule für Grafik und Buchkunst Leipzig zeigte die Ausstellung Wilhelm Neufeld – Die Bücher der Methusalem-Presse und sein graphisches Werk.

## Stiftung
Kurz vor seinem Tod gründete Neufeld die gemeinnützige Wilhelm und Lotte Neufeld-Stiftung zur Förderung der Buchkunst mit Sitz in Offenbach am Main.

## Werke
- Herr, du bist da. Lobgesänge des Psalters. Übertragen von Horst Nitschke. Zeichnungen von Wilhelm Neufeld. Gütersloher Verlagshaus Gerd Mohn, Gütersloh 1967.
- Schattenspiele. Bilder & Wörter von Wilhelm Neufeld. Methusalem-Presse, Chieming am See 1981.
- Paralipomena zur Klassischen Walpurgisnacht, Faust zweiter Teil. Mit Holzschnitten von Wilhelm Neufeld, Methusalem-Presse, Chieming am See.
- Versuche Vermutungen aus der Werkstatt des Malers. Methusalem-Presse, Chieming am See, 1992.
- Jedermann. Linienspiele von Wilhelm Neufeld. Verlag Thomas Reche, Passau 1993, ISBN 3-929566-04-4.
- Eine Münze für Charon. Zeichnungen und kleine Prosa. Verlag Thomas Reche, Passau 1994, ISBN 3-929566-06-0.